# Huarpea andina
Huarpea andina Cabrera, 1951 è una pianta della famiglia delle Asteraceae, endemica dell'Argentina. È l'unica specie del genere Huarpea Cabrera, 1851.

## Descrizione
Le specie di questa voce sono piante annuali o perenni con portamenti erbacei o subarbustivi (altezza 5 cm). Possono essere presenti delle spine ascellari fascicolate.
In genere sono presenti sia foglie basali che cauline. Le foglie lungo il caule sono sessili e a disposizione alternata. Quelle basali spesso possono formano delle subrosette. La forma delle lamine è lineare-intera con apici spinosi. La superficie, con forme revolute, ha una nervatura. Le stipole sono assenti.
Le infiorescenze sono composte da capolini, sessili, terminali solitari. I capolini, eterogami, sono formati da un involucro a forma cilindrico-campanulata composto da brattee (o squame) all'interno delle quali un ricettacolo fa da base ai fiori (normalmente sono 6 fiori). Le brattee disposte in quattro serie in modo embricato sono di vario tipo sia spinose che prive di spine, a consistenza fogliacea oppure membranosa con bordi variamente dentati, fimbriati o lacerati. Il ricettacolo, a forma piatta in genere è ricoperto da pagliette (raramente è nudo).
I fiori sono tetra-ciclici (ossia sono presenti 4 verticilli: calice – corolla – androceo – gineceo) e pentameri (ogni verticillo ha 5 elementi). I fiori sono ermafroditi, actinomorfi (raramente possono essere zigomorfi) e fertili. I fiori periferici sono 5 e sono bisessuali; quello centrale è maschile.
- Formula fiorale:

*/x K {\displaystyle \infty }, [C (5), A (5)], G 2 (infero), achenio
- Calice: i sepali del calice sono ridotti ad una coroncina di squame.
- Corolla: la corolla ha un breve tubo con lobi finali. La corolla è pseudobilabiata (un lobo libero e 4 concresciuti). I fiore centrale è tubuloso. Il colore è bianco.
- Androceo: gli stami sono 5 con filamenti liberi, glabri o papillosi e distinti, mentre le antere sono saldate in un manicotto (o tubo) circondante lo stilo. Le antere in genere hanno una forma ottusa o brevemente sagittata e appendice intera. Il polline normalmente è tricolporato a forma sferica o schiacciata ai poli.
- Gineceo: lo stilo è filiforme bilobato, liscio sotto la biforcazione; gli stigmi sono divergenti. L'ovario è infero uniloculare formato da 2 carpelli. L'ovulo è unico e anatropo.

I frutti sono degli acheni con pappo. La forma dell'achenio in genere è cilindrica o spiraleggiante; la superficie è densamente villosa. Il pericarpo può essere di tipo parenchimatico, altrimenti è indurito (lignificato) radialmente; la superficie è irsuta o glabra. I pappi, formati da una serie di setole piumose decidue o persistenti (il fiore centrale può essere privo di pappo, sono direttamente inseriti nel pericarpo o connati in un anello parenchimatico posto sulla parte apicale dell'achenio.

## Biologia
- Impollinazione: l'impollinazione avviene tramite insetti (impollinazione entomogama tramite farfalle diurne e notturne).
- Riproduzione: la fecondazione avviene fondamentalmente tramite l'impollinazione dei fiori (vedi sopra).
- Dispersione: i semi (gli acheni) cadendo a terra sono successivamente dispersi soprattutto da insetti tipo formiche (disseminazione mirmecoria). In questo tipo di piante avviene anche un altro tipo di dispersione: zoocoria. Infatti gli uncini delle brattee dell'involucro si agganciano ai peli degli animali di passaggio disperdendo così anche su lunghe distanze i semi della pianta.

## Distribuzione e habitat
La distribuzione delle specie di questo gruppo è esclusivamente sudamericano nelle Ande; dal Venezuela alla Patagonia in Argentina e dal Cile verso est in Brasile.

## Tassonomia
La famiglia di appartenenza di questa voce (Asteraceae o Compositae, nomen conservandum) probabilmente originaria del Sud America, è la più numerosa del mondo vegetale, comprende oltre 23.000 specie distribuite su 1.535 generi, oppure 22.750 specie e 1.530 generi secondo altre fonti (una delle checklist più aggiornata elenca fino a 1.679 generi). La famiglia attualmente (2021) è divisa in 16 sottofamiglie. La sottofamiglia Barnadesioideae, con la sua sola tribù Barnadesieae, è una di queste.

### Filogenesi
La sottofamiglia Barnadesioideae solo recentemente, in base a studi filogenetici di tipo molecolare (tutte le Asteraceae - eccetto le Barnadesioideae - hanno una particolare inversione in una data porzione del DNA), è stata elevata di rango tassonomico (prima era posizionata a livello subtribale all'interno della tribù Mutisieae). Nell'ambito della famiglia il gruppo Barnadesioideae, da un punto di vista filogenetico, è in posizione "basale", ossia forma un "gruppo fratello" con il resto della famiglia. Le sue specie sono caratterizzata morfologicamente dalla presenza di spine ascellari ai nodi. Il genere Huarpea, nell'ambito della tribù, fa parte del clade comprendente il genere Barnadesia.